# Steccherinum ethiopicum
Steccherinum ethiopicum är en svampart som beskrevs av Maas Geest. 1974. Steccherinum ethiopicum ingår i släktet Steccherinum och familjen Meruliaceae.   Inga underarter finns listade i Catalogue of Life.